# Округ Лузерн (Пенсилванија)
Лузерн (енгл. Luzerne County) је округ у америчкој савезној држави Пенсилванија.

## Демографија
По попису из 2010. године број становника је 320.918, што је 1.668 (0,5%) становника више него 2000. године.
| Група             | 2000.           | 2010.           |
| Белци             | 306.528 (96,0%) | 283.058 (88,2%) |
| Афроамериканци    | 5.408 (1,7%)    | 10.767 (3,4%)   |
| Азијати           | 1.860 (0,6%)    | 3.135 (1,0%)    |
| Хиспаноамериканци | 3.713 (1,2%)    | 21.491 (6,7%)   |
| Укупно            | 319.250         | 320.918         |